# Chelon (genre)
Pour les articles homonymes, voir Chelon.
Genre
Chelon est un genre de poissons marins de la famille des Mugilidae.

## Liste des espèces
Selon FishBase (22 février 2021) :
- Chelon auratus (Risso, 1810) - Mulet doré
- Chelon bandialensis (Diouf, 1991)
- Chelon bispinosus (Bowdich, 1825)
- Chelon caeruleus Deef, 2018
- Chelon dumerili (Steindachner, 1870)
- Chelon labrosus (Risso, 1827) - Mulet lippu
- Chelon parsia	(Hamilton, 1822)
- Chelon planiceps (Valenciennes, 1836)
- Chelon ramada	(Risso, 1827) - Mulet porc
- Chelon richardsonii (Smith, 1846)
- Chelon saliens (Risso, 1810) - Mulet sauteur
- Chelon tricuspidens (Smith, 1935)

Selon ITIS (22 février 2021) :
- Chelon bispinosus (Bowdich, 1825)
- Chelon dussumieri (Valenciennes in Cuvier & Valenciennes, 1836)
- Chelon labrosus (Risso, 1827) - Mulet lippu
- Chelon macrolepis (Smith, 1846)

Selon World Register of Marine Species (11 janvier 2024) :
- Chelon auratus (Risso, 1810) - Mulet doré
- Chelon bandialensis (Diouf, 1991)
- Chelon bispinosus (Bowdich, 1825)
- Chelon caeruleus Deef, 2018
- Chelon dumerili (Steindachner, 1870)
- Chelon labrosus (Risso, 1827) - Mulet lippu
- Chelon natalensis ((Castelnau, 1861))
- Chelon ramada (Risso, 1827) - Mulet porc
- Chelon richardsonii (Smith, 1846)
- Chelon saliens (Risso, 1810) - Mulet sauteur
- Chelon tricuspidens (Smith, 1935)